# Don Gonzalo (1866)
El Don Gonzalo fue un buque de vapor que sirvió como transporte en la Armada Argentina durante la Guerra del Paraguay y en la rebelión jordanista.

## Historia
El vapor fluvial Sirena, de la matrícula mercante de Salto, Uruguay, propiedad de la compañía de Mensajerías Fluviales de Saturnino Rivas, fue requisado en el puerto de la ciudad de Buenos Aires por el gobierno de la República Argentina al declararse la Guerra de la Triple Alianza en 1865.
Con casco de hierro de fondo chato, casillaje de madera en el centro y una chimenea, era propulsado por una máquina de vapor con una potencia de 70 HP alimentada por dos calderas, que impulsaba ruedas laterales y le permitía alcanzar una velocidad de crucero de 8 nudos y máxima con media de 10 nudos.
Su carbonera tenía una capacidad de 70 t.
Su tripulación era de entre 23 y 33 hombres (comandante, dos oficiales y entre 20 y 30 marineros).
Tenía una eslora de 38.3 m, manga de 5.5 m (sin tener en cuenta las ruedas), puntal de 2.35 m, un calado de 1.30 m y un desplazamiento máximo de 175 t.
Tras montarse 2 cañones de bronce rayados de a 6, con tripulación militar y al mando del guardiamarina Antonio Canellas fue brevemente destinado a tareas de control del tráfico fluvial y traslado de tropas al frente. Ya en 1866 fue reintegrado a sus dueños, regresando a la carrera del Río de la Plata y el Uruguay.
Al producirse en mayo de 1873 el segundo levantamiento de Ricardo López Jordán en la provincia de Entre Ríos, el Sirena fue capturado por los rebeldes y tras ser armado en guerra operó en el río Uruguay.
Perseguido por los vapores nacionales Pavón y Garibaldi fue apresado frente a Fray Bentos el 7 de mayo de 1873.
Incorporado a la Escuadrilla del Río Uruguay, cumplió ahora tareas de control del tráfico fluvial y hostigamiento de las tropas jordanistas al mando sucesivo del teniente Luis Leonetti, el maquinista Juan Fallon (accidental) y el teniente Eulogio Sueyro.

### Don Gonzalo
Tras la victoria nacional en la Batalla de Don Gonzalo (9 de diciembre de 1873) se dispuso cambiar el nombre del vapor por el del decisivo combate.
Finalizado el levantamiento, el Don Gonzalo permaneció en servicio al mando del teniente Pedro Latorre y, a partir de 1874, de los tenientes Valentín Feilberg (accidental), Atilio Sixto Barilari y Carlos Ojeda.
Al estallar la revolución de 1874 integrando la primera división de la escuadra participó de las acciones contra la cañonera revolucionaria ARA Paraná siendo luego destacado al río Uruguay para el control del tránsito fluvial con base en Concepción del Uruguay.
Durante el nuevo alzamiento de López Jordán, al mando de Barilari e integrando la escuadrilla del río Uruguay comandada por Bartolomé Cordero, derrotó a los revolucionarios en el arroyo Ñancay el 11 de diciembre de 1875, capturando 4 buques que transportaban armas, municiones y tropas, tomando 24 prisioneros.
Vencido el movimiento rebelde, pasó a cumplir tareas de estacionario en el Delta del Paraná al mando sucesivo de los tenientes Echevarría y Pedro Latorre.
En 1876 pasó al mando del teniente Juan Llanger y luego de Antonio S.Pérez.
El 4 de mayo de 1876 el gobierno argentino acordó su cesión al Paraguay. En el viaje a su nuevo destino transportó hasta Reconquista colonos destinados al Territorio Nacional del Chaco, llevando a remolque al Luisita que también transportaba colonos.
Ya en Asunción del Paraguay, el 3 de diciembre de 1876 el representante argentino Manuel Santiago Derqui hizo entrega del buque y tras el cambio de bandera la tripulación pasó a la cañonera Paraná que se encontraba estacionaria en ese puerto.
Sirvió al tráfico fluvial entre Asunción y Villa Occidental hasta fines de 1878, cuando considerándose ya innecesarios sus servicios y en razón de su mal estado, fue devuelto a la Argentina.
El Don Gonzalo fue remolcado a la ciudad de Corrientes y afectado como pontón carbonero.
En 1879 se dispuso su venta y fue adquirido en público remate por Alfredo Laffont en $f 1000 en oro.
En 1890 los antiguos dueños del Sirena plantearon juicio al estado obteniendo sentencia favorable y una compensación de m$c 20000.
Otros buques que sirvieron en la Armada llevaron ese nombre: lanchón Don Gonzalo (pontón carbonero, 1875) y vapor Don Gonzalo (transporte, 1874).